# الخنك القديم (الخنك)
الخنك القديم هي إحدى مشيخات المملكة المغربية، تتبع جغرافيا لإقليم الرشيدية وإداريًا لالخنك. يقدر عدد سكانها بـ 1286 نسمة حسب الإحصاء الرسمي للسكان والسكنى لسنة 2004.